# ぬわじま (掃海艇・2代)
ぬわじま（ローマ字：JDS Nuwajima, MSC-662）は、海上自衛隊の掃海艇。はつしま型掃海艇の14番艇。艇名は怒和島に由来する。平島型敷設艇「怒和島」、うじしま型掃海艇「ぬわじま」に次いで日本の艦艇としては3代目。

## 艦歴
「ぬわじま」は、昭和58年度計画掃海艇362号艇として、日立造船神奈川工場で1984年5月21日に起工され、1985年6月5日に進水、1985年12月12日に就役し、同日就役の「えたじま」とともに第1掃海隊群隷下に第16掃海隊を新編し、呉に配備された。
1996年12月6日、第16掃海隊が舞鶴地方隊に編入され、隊番号が第44掃海隊に改称。
2002年5月29日、除籍。